# FK 보되/글림트
FK 보되/글림트(FK Bodø/Glimt)는 1916년 9월 19일에 창단된 노르웨이 보되의 축구 클럽이다.

## 성적
- 엘리테세리엔
  - 우승 4회 (2020, 2021, 2023, 2024)
  - 준우승 5회 (1977, 1993, 2003, 2019, 2022)
- 노르웨이 컵
  - 우승 2회 (1975, 1993)
  - 준우승 3회 (1977, 1996, 2003)
- 북노르웨이 챔피언십
  - 우승 9회 (1930, 1933, 1934, 1939, 1952, 1963, 1964, 1967, 1969)
  - 준우승 5회 (1949, 1955, 1961, 1962, 1966)

## 선수 명단

### 현역
참고: FIFA 자격 규정에 따라 소속된 국가대표팀 국기를 표시합니다. 선수는 복수의 FIFA 비회원국 국적을 가지고 있을 수 있습니다.
| 번호 | 포지션 | 국적 | 이름          |
| ---- | ------ | ---- | ------------- |
| 22   | MF     |      | 앤더스 클린게 |

| 번호 | 포지션 | 국적 | 이름 |
| ---- | ------ | ---- | ---- |

## 역대 감독
| 감독          | 임기   |
| ------------- | ------ |
| 셰틸 크누트센 | 2018 ~ |